# Cupa Orașelor Târguri 1967-1968
Ediția a zecea a Cupei Orașelor Târguri, desfășurată în sezonul 1967-1968, a fost câștigată, în premieră, de Leeds United AFC care a învins în finală pe Ferencvárosi TC Budapesta. Deținătoarea trofeului, NK Dinamo Zagreb, a fost eliminată în etapa a doua a competiției.

## Etapa I
| Echipa 1                           | Total  | Echipa 2                    | Turul I | Turul II |
| ---------------------------------- | ------ | --------------------------- | ------- | -------- |
| PAOK FC Salonic                    | 2 – 5  | RFC de Liège                | 0 – 2   | 2 – 3    |
| Boldklubben Frem Copenhaga         | 2 – 4  | Athletic Club de Bilbao     | 0 – 1   | 2 – 3    |
| Club Brugge KV                     | 1 – 2  | Sporting CP Lisabona        | 0 – 0   | 1 – 2    |
| St Patrick's Athletic FC           | 4 – 9  | FC Girondins de Bordeaux    | 1 – 3   | 3 – 6    |
| Wiener Sport-Club                  | 3 – 7  | Club Atlético de Madrid SAD | 2 – 5   | 1 – 2    |
| VV DOS Utrecht                     | 4 – 5  | Real Zaragoza SAD           | 3 – 2   | 1 – 3    |
| Malmö FF                           | 1 – 4  | Liverpool FC                | 0 – 2   | 1 – 2    |
| Bologna FC 1909                    | 2 – 0  | SFK Lyn Oslo                | 2 – 0   | 0 – 0    |
| SSC Napoli SpA                     | 5 – 1  | Hannoverscher SV 1896       | 4 – 0   | 1 – 1    |
| NK Dinamo Zagreb                   | 5 – 2  | FC Petrolul Ploiești        | 5 – 0   | 0 – 2    |
| SG Dynamo Dresda                   | 2 – 3  | Glasgow Rangers FC          | 1 – 1   | 1 – 2    |
| Hibernian FC Edinburgh             | 4 – 3  | FC Porto                    | 3 – 0   | 1 – 3    |
| FC Zürich                          | 3 – 2  | FC Barcelona                | 3 – 1   | 0 – 1    |
| 1. FC Lokomotive Leipzig           | 5 – 2  | Linfield FC Belfast         | 5 – 1   | 0 – 1    |
| AS Dinamo Pitești                  | 3 – 5  | Ferencvárosi TC Budapesta   | 3 – 1   | 0 – 4    |
| OGC Nisa                           | 0 – 5  | AC Fiorentina SpA           | 0 – 1   | 0 – 4    |
| SG Eintracht Frankfurt von 1899 eV | 0 – 5  | Nottingham Forest FC        | 0 – 1   | 0 – 4    |
| Servette FC Geneva                 | 2 – 6  | TSV 1860 München            | 2 – 2   | 0 – 4    |
| Royal Antwerp FC                   | 1 – 2  | Göztepe AŞ Izmir            | 1 – 2   | 0 – 0    |
| Door Wilskracht Sterk Amsterdam    | 2 – 4  | Dundee FC                   | 2 – 1   | 0 – 3    |
| FK Vojvodina Novi Sad              | 4 – 1  | GD CUF do Barreiro          | 1 – 0   | 3 – 1    |
| FK Partizan Belgrad                | 6 – 2  | DFS Lokomotiv Plovdiv       | 5 – 1   | 1 – 1    |
| 1. FC Köln                         | 4 – 2  | SK Slavia Praga             | 2 – 0   | 2 – 2    |
| CA Spora Luxemburg                 | 0 – 16 | Leeds United AFC            | 0 – 9   | 0 – 7    |

### Turul I
| PAOK FC Salonic | 0 – 2 | RFC de Liège          |
| --------------- | ----- | --------------------- |
|                 |       | Mardaga 5' Banović 9' |

| Boldklubben Frem Copenhaga | 0 – 1 | Athletic Club de Bilbao |
| -------------------------- | ----- | ----------------------- |
|                            |       | Arroyo 14'              |

| Club Brugge KV | 0 – 0 | Sporting CP Lisabona |
| -------------- | ----- | -------------------- |
|                |       |                      |

| St Patrick's Athletic FC | 1 – 3 | FC Girondins de Bordeaux               |
| ------------------------ | ----- | -------------------------------------- |
| Hennessy 71'             |       | Chorda 5' (pen.) Massé 35' Couécou 88' |

| Wiener Sport-Club       | 2 – 5 | Club Atlético de Madrid SAD            |
| ----------------------- | ----- | -------------------------------------- |
| Calleja 58' Leitner 68' |       | Aragonés 24' Gárate 42', 70', 78', 89' |

| VV DOS Utrecht                      | 3 – 2 | Real Zaragoza SAD     |
| ----------------------------------- | ----- | --------------------- |
| van Veen 25' Wery 35' van Vliet 59' |       | Canário 43' Villa 79' |

| Malmö FF | 0 – 2 | Liverpool FC    |
| -------- | ----- | --------------- |
|          |       | Hateley 9', 80' |

| Bologna FC 1909      | 2 – 0 | SFK Lyn Oslo |
| -------------------- | ----- | ------------ |
| Clerici 42' Pace 53' |       |              |

| SSC Napoli SpA                           | 4 – 0 | Hannoverscher SV 1896 |
| ---------------------------------------- | ----- | --------------------- |
| Girardo 13' Laszig 17' Altafini 37', 73' |       |                       |

| NK Dinamo Zagreb                        | 5 – 0 | FC Petrolul Ploiești |
| --------------------------------------- | ----- | -------------------- |
| Jukić 51', 65' Kiš 57', 59' Zambata 77' |       |                      |

| SG Dynamo Dresda | 1 – 1 | Glasgow Rangers FC |
| ---------------- | ----- | ------------------ |
| Riedel 66'       |       | Ferguson 49'       |

| Hibernian FC Edinburgh         | 3 – 0 | FC Porto |
| ------------------------------ | ----- | -------- |
| Cormack 26', 37' Stevenson 46' |       |          |

| FC Zürich                 | 3 – 1 | FC Barcelona |
| ------------------------- | ----- | ------------ |
| Winiger 42', 65' Kuhn 87' |       | Zaldúa 30'   |

| 1. FC Lokomotive Leipzig              | 5 – 1 | Linfield FC Belfast |
| ------------------------------------- | ----- | ------------------- |
| Löwe 1', 84' Zerbe 13', 87' Faber 37' |       | Pavis 53'           |

| AS Dinamo Pitești               | 3 – 1 | Ferencvárosi TC Budapesta |
| ------------------------------- | ----- | ------------------------- |
| Jercan 15' Dobrin 48' Kraus 54' |       | Albert 22' · Szőke 44'    |

| OGC Nisa | 0 – 1 | AC Fiorentina SpA |
| -------- | ----- | ----------------- |
|          |       | Maraschi 78'      |

| SG Eintracht Frankfurt von 1899 eV | 0 – 1 | Nottingham Forest FC   |
| ---------------------------------- | ----- | ---------------------- |
|                                    |       | Baker 9' · Wignall 66' |

| Servette FC Geneva   | 2 – 2 | TSV 1860 München           |
| -------------------- | ----- | -------------------------- |
| Georgy 17' Heuri 44' |       | Lex 26' (pen.) Grosser 87' |

| Royal Antwerp FC | 1 – 2 | Göztepe AŞ Izmir |
| ---------------- | ----- | ---------------- |
| Fränkel 30'      |       | Zemzem 50', 78'  |

| Door Wilskracht Sterk Amsterdam | 2 – 1 | Dundee FC  |
| ------------------------------- | ----- | ---------- |
| Rensenbrink 2' van den Berg 17' |       | McLean 25' |

| FK Vojvodina Novi Sad | 1 – 0 | GD CUF do Barreiro |
| --------------------- | ----- | ------------------ |
| Dakić 33' (pen.)      |       |                    |

| FK Partizan Belgrad                               | 5 – 1 | DFS Lokomotiv Plovdiv |
| ------------------------------------------------- | ----- | --------------------- |
| Hasanagić 44', 57', 88' Kovačević 46' Rašović 70' |       | Iliev 53'             |

| 1. FC Köln        | 2 – 0 | SK Slavia Praga |
| ----------------- | ----- | --------------- |
| Rühl 40' Löhr 49' |       |                 |

| CA Spora Luxemburg | 0 – 9 | Leeds United AFC                                                                       |
| ------------------ | ----- | -------------------------------------------------------------------------------------- |
|                    |       | Lorimer 14', 24' (pen.), 29', 54' Bremner 45' Greenhoff 70', 77' Madeley 80' Jones 81' |

### Turul II
| RFC de Liège                 | 3 – 2 | PAOK FC Salonic             |
| ---------------------------- | ----- | --------------------------- |
| Andries 12', 32' Mardaga 67' |       | Afendoulidis 27' Makris 79' |

RFC de Liège s-a calificat cu scorul general 5–2.
| Athletic Club Bilbao                 | 3 – 2 | Boldklubben Frem Copenhaga |
| ------------------------------------ | ----- | -------------------------- |
| Arraiz 17' Uriarte 50' Arieta II 78' |       | Nielsen 20' Printzlau 57'  |

Athletic Club Bilbao s-a calificat cu scorul general 4–2.
| Sporting CP Lisabona | 2 – 1 | Club Brugge KV |
| -------------------- | ----- | -------------- |
| Lourenço 34', 68'    |       | Lambert 36'    |

Sporting CP Lisabona s-a calificat cu scorul general 2–1.
| FC Petrolul Ploiești  | 2 – 0 | NK Dinamo Zagreb |
| --------------------- | ----- | ---------------- |
| Dridea 15' Grozea 70' |       |                  |

Club Atlético de Madrid SAD s-a calificat cu scorul general 5–2.
| TSV 1860 München                                    | 4 – 0 | Servette FC Geneva |
| --------------------------------------------------- | ----- | ------------------ |
| Küppers 33' Grosser 51' (pen.) Bründl 64' Peter 76' |       |                    |

TSV 1860 München s-a calificat cu scorul general 6–2.
| Liverpool FC       | 2 – 1 | Malmö FF      |
| ------------------ | ----- | ------------- |
| Yeats 28' Hunt 36' |       | Szepanski 82' |

Liverpool FC s-a calificat cu scorul general 4–1.
| SFK Lyn Oslo | 0 – 0 | Bologna FC 1909 |
| ------------ | ----- | --------------- |
|              |       |                 |

Bologna FC 1909 s-a calificat cu scorul general 2–0.
| Glasgow Rangers FC   | 2 – 1 | SG Dynamo Dresda |
| -------------------- | ----- | ---------------- |
| Penman 15' Greig 90' |       | Kreische 89'     |

Glasgow Rangers FC s-a calificat cu scorul general 3–2.
| Linfield FC Belfast | 1 – 0 | 1. FC Lokomotive Leipzig |
| ------------------- | ----- | ------------------------ |
| Hamilton 11'        |       |                          |

1. FC Lokomotive Leipzig s-a calificat cu scorul general 5–2.
| FC Porto                     | 3 – 1 | Hibernian FC Edinburgh |
| ---------------------------- | ----- | ---------------------- |
| Custódio 54' Valdir 55', 69' |       | Davis 2' (pen.)        |

Hibernian FC Edinburgh s-a calificat cu scorul general 4–3.
| Dundee FC                        | 3 – 0 | Door Wilskracht Sterk Amsterdam |
| -------------------------------- | ----- | ------------------------------- |
| Wilson 4' McLean 14' (pen.), 61' |       |                                 |

Dundee FC s-a calificat cu scorul general 4–2.
| FC Barcelona | 1 – 0 | FC Zürich |
| ------------ | ----- | --------- |
| Zaldúa 62'   |       |           |

FC Barcelona s-a calificat cu scorul general 3–2.
| GD CUF do Barreiro | 1 – 3 | FK Vojvodina Novi Sad     |
| ------------------ | ----- | ------------------------- |
| Fernando 14'       |       | Trivić 72', 73' Zemko 86' |

FK Vojvodina Novi Sad s-a calificat cu scorul general 4–1.
| FC Girondins de Bordeaux                                 | 6 – 3 | St Patrick's Athletic FC   |
| -------------------------------------------------------- | ----- | -------------------------- |
| Calléja 13' Ruiter 21' Duhayot 43', 53' Wojciak 65', 88' |       | Campbell 23', 25' Ryan 61' |

FC Girondins de Bordeaux s-a calificat cu scorul general 9–4.
| AC Fiorentina SpA                         | 4 – 0 | OGC Nisa |
| ----------------------------------------- | ----- | -------- |
| De Sisti 9' Brugnera 53', 68' Bertini 63' |       |          |

AC Fiorentina SpA s-a calificat cu scorul general 5–0.
| SK Slavia Praga   | 2 – 2 | 1. FC Köln        |
| ----------------- | ----- | ----------------- |
| Tesař 3' Lála 38' |       | Löhr 50' Rühl 60' |

1. FC Köln s-a calificat cu scorul general 4–2.
| Ferencvárosi TC Budapesta                  | 4 – 0 | AS Dinamo Pitești |
| ------------------------------------------ | ----- | ----------------- |
| Albert 37', 65' Novák 50' (pen.) Varga 79' |       |                   |

Ferencvárosi TC Budapesta s-a calificat cu scorul general 5–3.
| Real Zaragoza SAD          | 3 – 1 | VV DOS Utrecht |
| -------------------------- | ----- | -------------- |
| Bustillo 15', 51' Moya 35' |       | Maiwald 30'    |

Real Zaragoza SAD s-a calificat cu scorul general 5–4.
| Nottingham Forest FC                 | 4 – 0 | SG Eintracht Frankfurt von 1899 eV |
| ------------------------------------ | ----- | ---------------------------------- |
| Baker 13', 35' Chapman 47' Lyons 72' |       |                                    |

Nottingham Forest FC s-a calificat cu scorul general 5–0.
| Hannoverscher SV 1896 | 1 – 1 | SSC Napoli SpA |
| --------------------- | ----- | -------------- |
| Straschitz 65'        |       | Barison 40'    |

SSC Napoli SpA s-a calificat cu scorul general 5–1.
| Göztepe AŞ Izmir | 0 – 0 | Royal Antwerp FC |
| ---------------- | ----- | ---------------- |
|                  |       |                  |

Göztepe AŞ Izmir s-a calificat cu scorul general 2–1.
| Club Atlético de Madrid SAD | 2 – 1 | Wiener Sport-Club |
| --------------------------- | ----- | ----------------- |
| Cardona 5', 23'             |       | Schmidt 65'       |

Club Atlético de Madrid SAD s-a calificat cu scorul general 7–3.
| DFS Lokomotiv Plovdiv | 1 – 1 | FK Partizan Belgrad |
| --------------------- | ----- | ------------------- |
| Vasilev 71'           |       | Petrović 31'        |

FK Partizan Belgrad s-a calificat cu scorul general 6–2.
| Leeds United AFC                                                   | 7 – 0 | CA Spora Luxemburg |
| ------------------------------------------------------------------ | ----- | ------------------ |
| Johanneson 10', 35', 80' Greenhoff 51', 70' Cooper 60' Lorimer 68' |       |                    |

Leeds United AFC s-a calificat cu scorul general 16–0.

## Etapa II
| Echipa 1                    | Total | Echipa 2                  | Turul I | Turul II |
| --------------------------- | ----- | ------------------------- | ------- | -------- |
| FC Girondins de Bordeaux    | 1 – 4 | Athletic Club de Bilbao   | 1 – 3   | 0 – 1    |
| Nottingham Forest FC        | 2 – 2 | FC Zürich                 | 2 – 1   | 0 – 1    |
| Dundee FC                   | 7 – 2 | RFC de Liège              | 3 – 1   | 4 – 1    |
| Real Zaragoza SAD           | 2 – 4 | Ferencvárosi TC Budapesta | 2 – 1   | 0 – 3    |
| FK Vojvodina Novi Sad       | 2 – 0 | 1. FC Lokomotive Leipzig  | 0 – 0   | 2 – 0    |
| Liverpool FC                | 9 – 2 | TSV 1860 München          | 8 – 0   | 1 – 2    |
| Club Atlético de Madrid SAD | 2 – 3 | Göztepe AŞ Izmir          | 2 – 0   | 0 – 3    |
| Glasgow Rangers FC          | 4 – 3 | 1. FC Köln                | 3 – 0   | 1 – 3    |
| Bologna FC 1909             | 2 – 1 | NK Dinamo Zagreb          | 0 – 0   | 2 – 1    |
| SSC Napoli SpA              | 4 – 6 | Hibernian FC Edinburgh    | 4 – 1   | 0 – 5    |
| FK Partizan Belgrad         | 2 – 3 | Leeds United AFC          | 1 – 2   | 1 – 1    |
| Sporting CP Lisabona        | 3 – 2 | AC Fiorentina SpA         | 2 – 1   | 1 – 1    |

### Turul I
| FC Girondins de Bordeaux | 1 – 3 | Athletic Club de Bilbao              |
| ------------------------ | ----- | ------------------------------------ |
| Abossolo 75'             |       | Rojo I 19' Arieta II 55' Uriarte 79' |

| Nottingham Forest FC               | 2 – 1 | FC Zürich  |
| ---------------------------------- | ----- | ---------- |
| Newton 49' Storey-Moore 72' (pen.) |       | Künzli 59' |

| Dundee FC                  | 3 – 1 | RFC de Liège |
| -------------------------- | ----- | ------------ |
| Stuart 18', 55' Wilson 59' |       | Sulon 7'     |

| Real Zaragoza SAD | 2 – 1 | Ferencvárosi TC Budapesta |
| ----------------- | ----- | ------------------------- |
| Marcelino 8', 30' |       | Szőke 32'                 |

| FK Vojvodina Novi Sad | 0 – 0 | 1. FC Lokomotive Leipzig |
| --------------------- | ----- | ------------------------ |
|                       |       |                          |

| Liverpool FC                                                                          | 8 – 0 | TSV 1860 München |
| ------------------------------------------------------------------------------------- | ----- | ---------------- |
| St. John 7' Hateley 9' Smith 43' (pen.) Hunt 52', 55' Thompson 54' Callaghan 59', 69' |       |                  |

| Club Atlético de Madrid SAD | 2 – 0 | Göztepe AŞ Izmir |
| --------------------------- | ----- | ---------------- |
| Gárate 24' Cardona 87'      |       |                  |

| Glasgow Rangers FC              | 3 – 0 | 1. FC Köln   |
| ------------------------------- | ----- | ------------ |
| Ferguson 51', 72' Henderson 63' |       | Kreische 89' |

| Bologna FC 1909 | 0 – 0 | NK Dinamo Zagreb |
| --------------- | ----- | ---------------- |
|                 |       |                  |

| SSC Napoli SpA                  | 4 – 1 | Hibernian FC Edinburgh |
| ------------------------------- | ----- | ---------------------- |
| Cané 20', 50', 85' Altafini 68' |       | Stein 80'              |

| FK Partizan Belgrad | 1 – 2 | Leeds United AFC                      |
| ------------------- | ----- | ------------------------------------- |
| Paunović 87'        |       | Lorimer 24' · Belfitt 53' · Bates 79' |

| Sporting CP Lisabona                  | 2 – 1 | AC Fiorentina SpA |
| ------------------------------------- | ----- | ----------------- |
| Lourenço 4' Fernando Peres 74' (pen.) |       | Magli 62'         |

### Turul II
| Athletic Club Bilbao | 1 – 0 | FC Girondins de Bordeaux |
| -------------------- | ----- | ------------------------ |
| Estéfano 68'         |       |                          |

Athletic Club Bilbao s-a calificat cu scorul general 4–1.
| FC Zürich   | 1 – 0 | Nottingham Forest FC |
| ----------- | ----- | -------------------- |
| Winiger 70' |       |                      |

La scorul general 2–2, FC Zürich s-a calificat datorită numărului mai mare de goluri marcate în deplasare.
| RFC de Liège | 1 – 4 | Dundee FC                 |
| ------------ | ----- | ------------------------- |
| Lejeune 52'  |       | McLean 13', 41', 58', 80' |

Dundee FC s-a calificat cu scorul general 7–2.
| TSV 1860 München | 2 – 1 | Liverpool FC |
| ---------------- | ----- | ------------ |
| Kohlars 33', 88' |       | Callaghan 5' |

Liverpool FC s-a calificat cu scorul general 9–2.
| Ferencvárosi TC Budapesta             | 3 – 0 | Real Zaragoza SAD |
| ------------------------------------- | ----- | ----------------- |
| Novák 48' (pen.) Varga 70' Katona 83' |       | Foncho 74'        |

Ferencvárosi TC Budapesta s-a calificat cu scorul general 4–2.
| Göztepe AŞ Izmir                | 3 – 0 | Club Atlético de Madrid SAD |
| ------------------------------- | ----- | --------------------------- |
| Kiraz 14' (pen.), 90' Aksel 28' |       | Collar 14' · Ufarte 66'     |

Göztepe AŞ Izmir s-a calificat cu scorul general 3–2.
| 1. FC Lokomotive Leipzig | 0 – 2 | FK Vojvodina Novi Sad |
| ------------------------ | ----- | --------------------- |
|                          |       | Savić 12' Đorđić 54'  |

FK Vojvodina Novi Sad s-a calificat cu scorul general 2–0.
| NK Dinamo Zagreb | 1 – 2 | Bologna FC 1909     |
| ---------------- | ----- | ------------------- |
| Belin 68'        |       | Haller 45' Pace 88' |

Bologna FC 1909 s-a calificat cu scorul general 2–1.
| 1. FC Köln                    | 3 – 1 (d.p.) | Glasgow Rangers FC    |
| ----------------------------- | ------------ | --------------------- |
| Overath 1' Weber 75' Rühl 79' |              | Henderson 118' (pen.) |

Glasgow Rangers FC s-a calificat cu scorul general 4–3.
| Hibernian FC Edinburgh                                | 5 – 0 | SSC Napoli SpA |
| ----------------------------------------------------- | ----- | -------------- |
| Duncan 4' Quinn 44' Cormack 66' Stanton 67' Stein 77' |       |                |

Hibernian FC Edinburgh s-a calificat cu scorul general 6–4.
| Leeds United AFC | 1 – 1 | FK Partizan Belgrad |
| ---------------- | ----- | ------------------- |
| Lorimer 29'      |       | Petrović 60'        |

Leeds United AFC s-a calificat cu scorul general 3–2.
| AC Fiorentina SpA | 1 – 1 | Sporting CP Lisabona |
| ----------------- | ----- | -------------------- |
| Maraschi 20'      |       | Fernando Peres 57'   |

Sporting CP Lisabona s-a calificat cu scorul general 3–2.
1. ↑  Meciul programat inițial pentru data de 15 noiembrie, ora 18:00, a fost întrerupt în minutul 27 din cauza ceții, la scorul de 0–0 și s-a rejucat a doua zi.

## Etapa III
| Echipa 1                  | Total | Echipa 2               | Turul I | Turul II |
| ------------------------- | ----- | ---------------------- | ------- | -------- |
| Ferencvárosi TC Budapesta | 2 – 0 | Liverpool FC           | 1 – 0   | 1 – 0    |
| Leeds United AFC          | 2 – 1 | Hibernian FC Edinburgh | 1 – 0   | 1 – 1    |
| FK Vojvodina Novi Sad     | 2 – 0 | Göztepe AŞ Izmir       | 1 – 0   | 1 – 0    |
| FC Zürich                 | 3 – 1 | Sporting CP Lisabona   | 3 – 0   | 0 – 1    |

Calificate direct: Athletic Club de Bilbao, Dundee FC, Bologna FC 1909 și Glasgow Rangers FC

### Turul I
| Ferencvárosi TC Budapesta | 1 – 0 | Liverpool FC |
| ------------------------- | ----- | ------------ |
| Katona 44'                |       |              |

| Leeds United AFC | 1 – 0 | Hibernian FC Edinburgh |
| ---------------- | ----- | ---------------------- |
| Gray 4'          |       |                        |

| FK Vojvodina Novi Sad | 1 – 0 | Göztepe AŞ Izmir |
| --------------------- | ----- | ---------------- |
| Savić 47'             |       |                  |

| FC Zürich                        | 3 – 0 | Sporting CP Lisabona |
| -------------------------------- | ----- | -------------------- |
| Winiger 6' Meyer 42' Neumann 89' |       |                      |

### Turul II
| Liverpool FC | 0 – 1 | Ferencvárosi TC Budapesta |
| ------------ | ----- | ------------------------- |
|              |       | Branikovits 19'           |

Ferencvárosi TC Budapesta s-a calificat cu scorul general 2–0.
| Hibernian FC Edinburgh | 1 – 1 | Leeds United AFC |
| ---------------------- | ----- | ---------------- |
| Stein 4'               |       | Charlton 87'     |

Leeds United AFC s-a calificat cu scorul general 2–1.
| Göztepe AŞ Izmir | 0 – 1 | FK Vojvodina Novi Sad |
| ---------------- | ----- | --------------------- |
|                  |       | Trivić 71'            |

FK Vojvodina Novi Sad s-a calificat cu scorul general 2–0.
| Sporting CP Lisabona | 1 – 0 | FC Zürich |
| -------------------- | ----- | --------- |
| Carlitos 22'         |       |           |

FC Zürich s-a calificat cu scorul general 3–1.

## Sferturi de finală
| Echipa 1                  | Total | Echipa 2                | Turul I | Turul II |
| ------------------------- | ----- | ----------------------- | ------- | -------- |
| Ferencvárosi TC Budapesta | 4 – 2 | Athletic Club de Bilbao | 2 – 1   | 2 – 1    |
| Glasgow Rangers FC        | 0 – 2 | Leeds United AFC        | 0 – 0   | 0 – 2    |
| Dundee FC                 | 2 – 0 | FC Zürich               | 1 – 0   | 1 – 0    |
| Bologna FC 1909           | 2 – 0 | FK Vojvodina Novi Sad   | 0 – 0   | 2 – 0    |

### Turul I
| Ferencvárosi TC Budapesta   | 2 – 1 | Athletic Club de Bilbao |
| --------------------------- | ----- | ----------------------- |
| Albert 14' Novák 30' (pen.) |       | Betzuen 59'             |

| Glasgow Rangers FC | 0 – 0 | Leeds United AFC |
| ------------------ | ----- | ---------------- |
|                    |       |                  |

| Dundee FC  | 1 – 0 | FC Zürich |
| ---------- | ----- | --------- |
| Easton 80' |       |           |

| Bologna FC 1909 | 0 – 0 | FK Vojvodina Novi Sad |
| --------------- | ----- | --------------------- |
|                 |       |                       |

### Turul II
| Athletic Club Bilbao | 1 – 2 | Ferencvárosi TC Budapesta    |
| -------------------- | ----- | ---------------------------- |
| Betzuen 67'          |       | Branikovits 68' Fenyvesi 86' |

Ferencvárosi TC Budapesta s-a calificat cu scorul general 4–2.
| FC Zürich | 0 – 1 | Dundee FC  |
| --------- | ----- | ---------- |
|           |       | Wilson 37' |

Dundee FC s-a calificat cu scorul general 2–0.
| Leeds United AFC             | 2 – 0 | Glasgow Rangers FC |
| ---------------------------- | ----- | ------------------ |
| Giles 25' (pen.) Lorimer 31' |       |                    |

Leeds United AFC s-a calificat cu scorul general 2–0.
| FK Vojvodina Novi Sad | 0 – 2 | Bologna FC 1909      |
| --------------------- | ----- | -------------------- |
|                       |       | Pace 49' Clerici 87' |

Bologna FC 1909 s-a calificat cu scorul general 2–0.

## Semifinale
| Echipa 1                  | Total | Echipa 2         | Turul I | Turul II |
| ------------------------- | ----- | ---------------- | ------- | -------- |
| Dundee FC                 | 1 – 2 | Leeds United AFC | 1 – 1   | 0 – 1    |
| Ferencvárosi TC Budapesta | 5 – 4 | Bologna FC 1909  | 3 – 2   | 2 – 2    |

### Turul I
| Dundee FC  | 1 – 1 | Leeds United AFC |
| ---------- | ----- | ---------------- |
| Wilson 36' |       | Madeley 26'      |

| Ferencvárosi TC Budapesta      | 3 – 2 | Bologna FC 1909       |
| ------------------------------ | ----- | --------------------- |
| Branikovits 37', 56' Varga 80' |       | Clerici 2' Perani 34' |

### Turul II
| Leeds United AFC | 1 – 0 | Dundee FC |
| ---------------- | ----- | --------- |
| Gray 81'         |       |           |

Leeds United AFC s-a calificat cu scorul general 2–1.
| Bologna FC 1909         | 2 – 2 | Ferencvárosi TC Budapesta |
| ----------------------- | ----- | ------------------------- |
| Perani 43' Tentorio 59' |       | Varga 24' Havasi 69'      |

Ferencvárosi TC Budapesta s-a calificat cu scorul general 5–4.

## Finala

### Turul I
| Leeds United AFC | Leeds United AFC | Ferencvárosi TC Budapesta | Ferencvárosi TC Budapesta |
| | \| Finala (tur) \| \| 7 august 1967, ora 19:30 la Leeds (Elland Road) \| \| Scor: 1:0 (1-0) \| \| Spectatori: 25.268 \| \| Arbitru: Rudolf Scheurer (Elveția) \|                                              |                           |                           |
| Gary Sprake – Paul Reaney, Terry Cooper, Billy Bremner – Jack Charlton, Norman Hunter – Peter Lorimer, Paul Madeley, Mick Jones ('70 Rod Belfitt), Johnny Giles ('65 Jimmy Greenhoff), Eddie Gray Antrenor: Don Revie | István Géczi – Dezsö Novák , Miklos Páncsics, Sándor Havasi – István Juhász, Lajos Szűcs – István Szöke, Zoltán Varga, Flórián Albert, Gyula Rákosi, Máté Fenyvesi ('65 Lászlo Bálint) Antrenor: Károly Lakat |                           |                           |
| 1:0 Mick Jones (41) | |                           |                           |
| Finala (tur) | |                           |                           |
| 7 august 1967, ora 19:30 la Leeds (Elland Road) | |                           |                           |
| Scor: 1:0 (1-0) | |                           |                           |
| Spectatori: 25.268 | |                           |                           |
| Arbitru: Rudolf Scheurer (Elveția) | |                           |                           |

### Turul II
| Ferencvárosi TC Budapesta | Ferencvárosi TC Budapesta | Leeds United AFC | Leeds United AFC |
| | \| Finala (retur) \| \| 11 septembrie 1967, ora 18:00 la Budapesta (Népstadion) \| \| Scor: 0:0 (0-0) \| \| Spectatori: 76.000 \| \| Arbitru: Gerhard Schulenburg (Germania) \|                   |                  |                  |
| István Geczi – Dezsö Novák , Miklos Páncsics, Lajos Szűcs – Sándor Havasi, István Juhász – Gyula Rákosi, István Szöke ('60 János Karába), Zoltán Varga, Flórián Albert, Sándor Katona Antrenor: Károly Lakat | Gary Sprake – Paul Reaney, Terry Cooper, Billy Bremner – Jack Charlton, Norman Hunter – Mike O'Grady, Peter Lorimer, Paul Madeley, Mick Jones, Terry Hibbitt ('68 Mick Bates) Antrenor: Don Revie |                  |                  |
| Finala (retur) | |                  |                  |
| 11 septembrie 1967, ora 18:00 la Budapesta (Népstadion) | |                  |                  |
| Scor: 0:0 (0-0) | |                  |                  |
| Spectatori: 76.000 | |                  |                  |
| Arbitru: Gerhard Schulenburg (Germania) | |                  |                  |

## Golgheteri
8 goluri
- Peter Lorimer (Leeds United AFC)

5 goluri
- José Eulogio Gárate (FC Barcelona)
- George McLean (Dundee FC)

4 goluri
- Flórián Albert (Ferencvárosi TC Budapesta)
- László Branikovits (Ferencvárosi TC Budapesta)
- Zoltán Varga (Ferencvárosi TC Budapesta)
- Christian Winiger (FC Zürich)